# Ivaí Esporte Clube
O Ivaí Esporte Clube é um clube de futsal brasileiro, da cidade de Ivaí, sudeste do Paraná. Suas cores são o Verde e Branco, a equipe manda seus jogos no Ginásio Edson Borochok (Sorozão), com capacidade para 1.500 espectadores.
Atualmente, disputa o Campeonato Paranaense de Futsal Chave Ouro, e a Liga Sul de Futsal.

## História
O Ivaí Esporte Clube, iniciou suas atividades na modalidade como amador, se profissionalizando apenas em 2009, com o intuito de representar sua cidade.
A primeira participação do clube em competições oficiais, foi à Chave Bronze de 2010, quando figurou na terceira colocação, ao término do campeonato. Já no ano de 2011, novamente marca presença na bronze, e a experiência adquirida no ano anterior, se torna importante, pois o alviverde conquista o acesso à Chave Prata.
Na disputa da divisão de acesso do estadual em 2012, os bons investimentos no grupo de atletas, aliado ao forte apoio do seu torcedor, que compareceu em bom número no ginásio Sorozão, em várias oportunidades, o leva a faturar o título do campeonato, e também o ingresso a elite do futsal paranaense. No mesmo ano, conquista outro torneio importante, a Recopa dos Campos Gerais.
Recentemente, sua participação na Chave Ouro 2013, ficou ameaçada pela falta de condições financeiras, porém a presença no campeonato foi garantida, após a prefeitura do município bancar o patrocínio a agremiação.

## Títulos

### Estaduais
- Campeonato Paranaense de Futsal Chave Prata: 1 (2012)
- 1ª Recopa dos Campos Gerais: 1 (2012)